# Koziorożec walcorogi
Koziorożec walcorogi (Capra cylindricornis) – gatunek parzystokopytnego ssaka z rodziny wołowatych (Bovidae).

## Występowanie
Obecny zasięg występowania tego koziorożca obejmuje góry Kaukazu na pograniczu Rosji z Gruzją i Azerbejdżanem. Występuje na wysokościach od 1000–4000 m n.p.m. W zapisie kopalnym znany jest z depozytów późnego plejstocenu.

## Systematyka
Koziorożec walcorogi został opisany naukowo przez Blytha w 1841 pod nazwą Ovis cylindricornis, uznany za gatunek na podstawie różnic w budowie rogów. Nazwa Capra cylindricornis została użyta po raz pierwszy przez Buchnera w 1887 roku.

## Charakterystyka
Dymorfizm płciowy jest wyraźnie zaznaczony. Samce są większe, cięższe i mają rogi większe niż samice. Różnią się również ubarwieniem. Dorosłe samce ważą przeciętnie 140 kg, a samice 50-60 kg. Samice osiągają dojrzałość płciową w drugim roku życia, ale pierwsze młode rodzą zwykle w czwartym roku. Samce dojrzewają płciowo pomiędzy 4 a 6 rokiem życia. Ciąża trwa 160–165 dni. Samica rodzi zwykle 1, a sporadycznie 2 młode.